# CyberAgent
CyberAgent（日語：サイバーエージェント）是一家日本網路公司，以Ameba相關事業和網路廣告為主要業務內容，總部位於東京澀谷。該公司的創業者是藤田晉，創建於1998年3月。
CyberAgent是日本最大的網路廣告代理商。此外還經營有博客Ameba、網路電視AbemaTV等服務。旗下的Cygames、CA Mobile、Sumzap、Craft Egg和QualiArts等子公司涉足電子遊戲產業。2018年10月17日，CyberAgent創建CA Animation，決定正式進入動畫製作市場，首次承接動畫企劃為《戀與製作人》（遊戲改編動畫）與《IDOLY PRIDE》（跨媒體音樂偶像企劃）。

## 外部連結
- 官方网站
- CyberAgent AD.AGENCY（页面存档备份，存于）